# Chironomus lacustris
Chironomus lacustris är en tvåvingeart som först beskrevs av Jean-Jacques Kieffer 1913.  Chironomus lacustris ingår i släktet Chironomus och familjen fjädermyggor.
Artens utbredningsområde är Tyskland. Inga underarter finns listade i Catalogue of Life.